# Beugnies
Beugnies è un comune francese di 561 abitanti situato nel dipartimento del Nord nella regione dell'Alta Francia.

## Società

### Evoluzione demografica
Abitanti censiti

## Galleria d'immagini

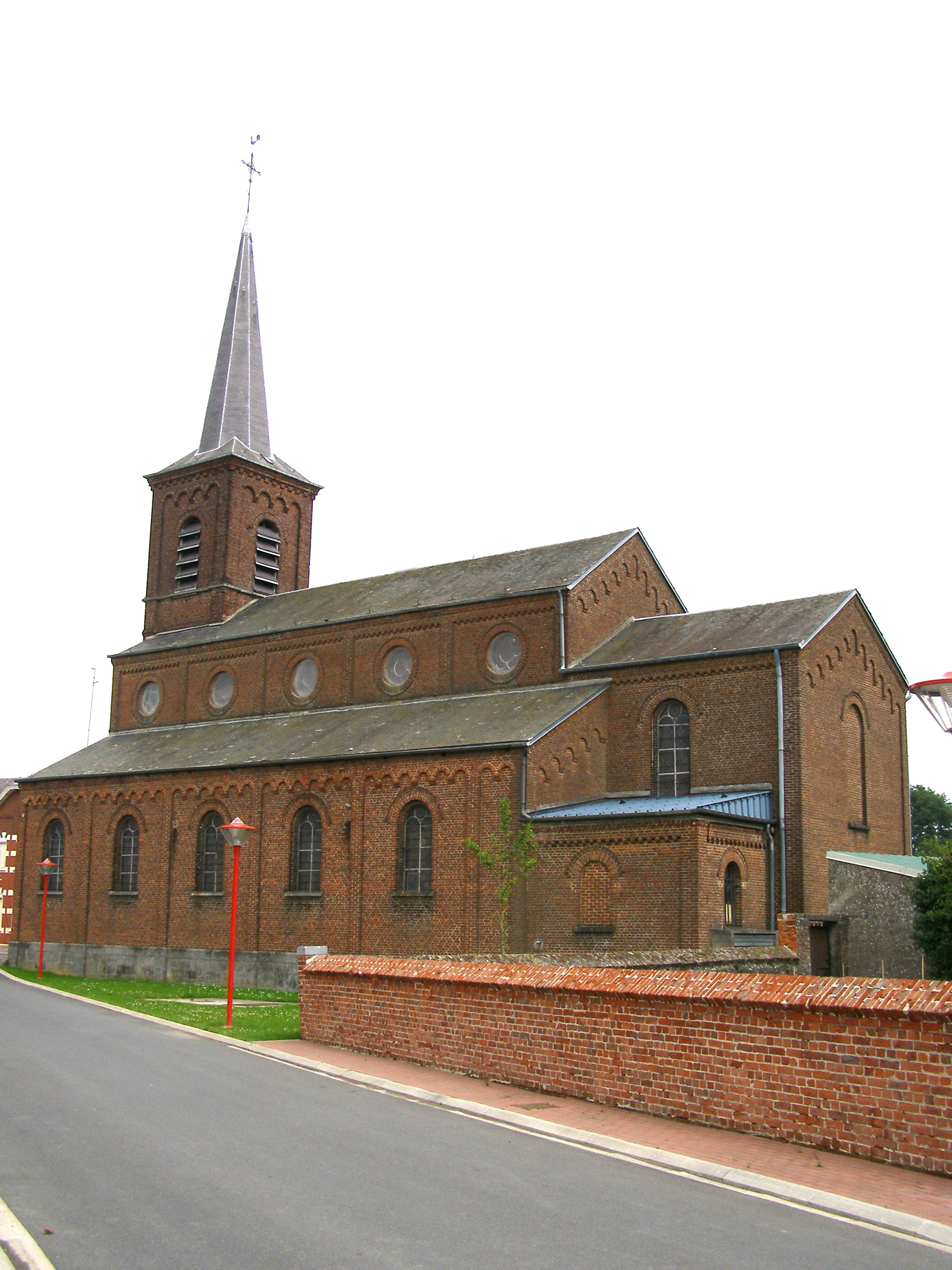
Chiesa